# افرا
افرا (به انگلیسی: Acer)، نام یک سرده از درخت‌ها و درختچه‌ها از خانوادهٔ ناترکیان است. در این سرده، تقریباً ۱۳۲ گونه شناسایی شده که بیشتر آن‌ها بومی آسیا هستند و تعدادی از آن‌ها نیز بومی اروپا، شمال آفریقا و آمریکای شمالی هستند و تنها یک گونه افرا (Acer laurinum) به‌طور وحشی در نیم‌کره جنوبی نیز یافت شده‌است. گونه نماد این سرده، افرای شبه‌چناری، رایج‌ترین گونهٔ افرا در اروپا است. افراها معمولاً دارای برگ‌های پنجه‌ای و منشعب بوده و به‌راحتی قابل تشخیص هستند (افرای جعبه‌ای یک استثنا است). میوه‌ها فندقی دارای دو بال به‌شکل عدد ۸ با زاویهٔ بین دو بال که از ۴۵ تا ۱۸۰ درجه، متغیر است و در تابستان می‌رسند. افراها به بیشتر خاک‌ها و شرایط مقاوم هستند.
شیره افرا از برخی از گونه‌های افرا تهیه می‌شود. گونه‌هایی از آن‌ها نیز در باغ‌ها و پارک‌ها به‌عنوان گیاه زینتی کاشته می‌شوند. نزدیک‌ترین سردهٔ گیاهی به افراها، سردهٔ دیپترونیا است.

## گیاه‌شناسی

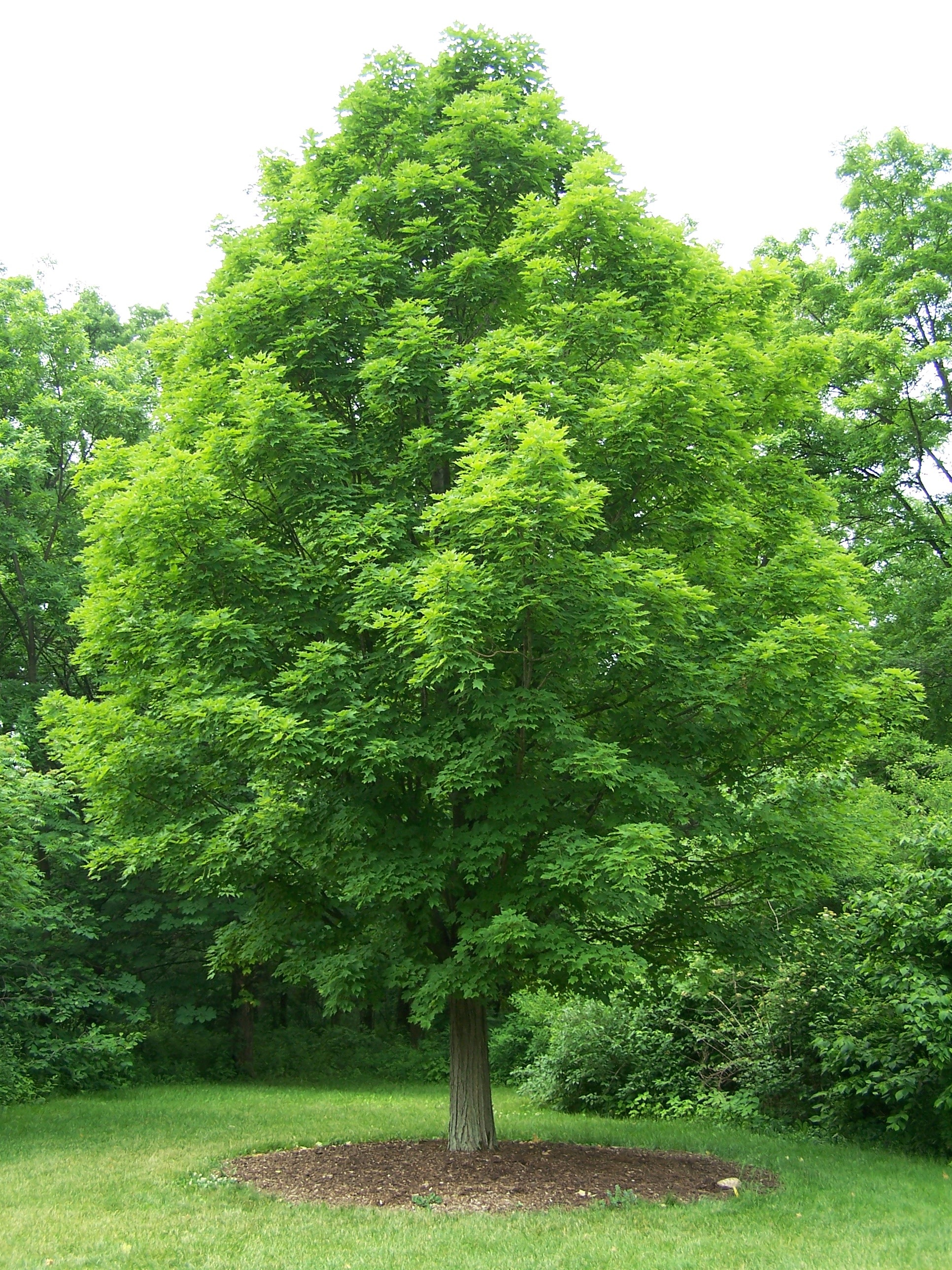
افرای قندی

بیشتر افراها درختانی هستند که تا ارتفاع ۱۰ تا ۴۵ متر، رشد می‌کنند. سایر افراها درختچه‌هایی با ارتفاع کمتر از ۱۰ متر با تعدادی تنه کوچک هستند که از سطح زمین بیرون می‌آیند. بیشتر گونه‌ها برگ‌ریز هستند و بسیاری از آن‌ها به‌دلیل رنگ برگ پاییزی ویژه و جذاب خود، شهرت دارند، اما تعداد کمی از افراها در جنوب آسیا و منطقه مدیترانه، گیاهانی همیشه‌سبز هستند. ریشه‌ها معمولاً متراکم و فیبری هستند که از رشد سایر گیاهان در زیر آن‌ها جلوگیری می‌کنند. تعداد کمی از گونه‌ها، به‌ویژه افرای شیردار، پاجوش تولید می‌کنند.
برگ‌ها در بیشتر گونه‌ها منشعب و لبه‌دار هستند. چندین گونه از جمله افرای پوست‌کاغذی، افرای منچوری، افرای نیکو و افرای سه‌گل، دارای برگ‌های سه‌شاخه‌ای هستند. یکی از گونه‌ها، افرای جعبه‌ای (افرای مانیتوبا)، سه‌برگچه‌ای یا ممکن است دارای پنج، هفت یا به‌ندرت ۹ برگچه باشد. تعداد کمی از افراها مانند افرای نرم (افرای نپال) و افرای ممرز، دارای برگ‌های سادهٔ رگبرگ‌دار هستند.

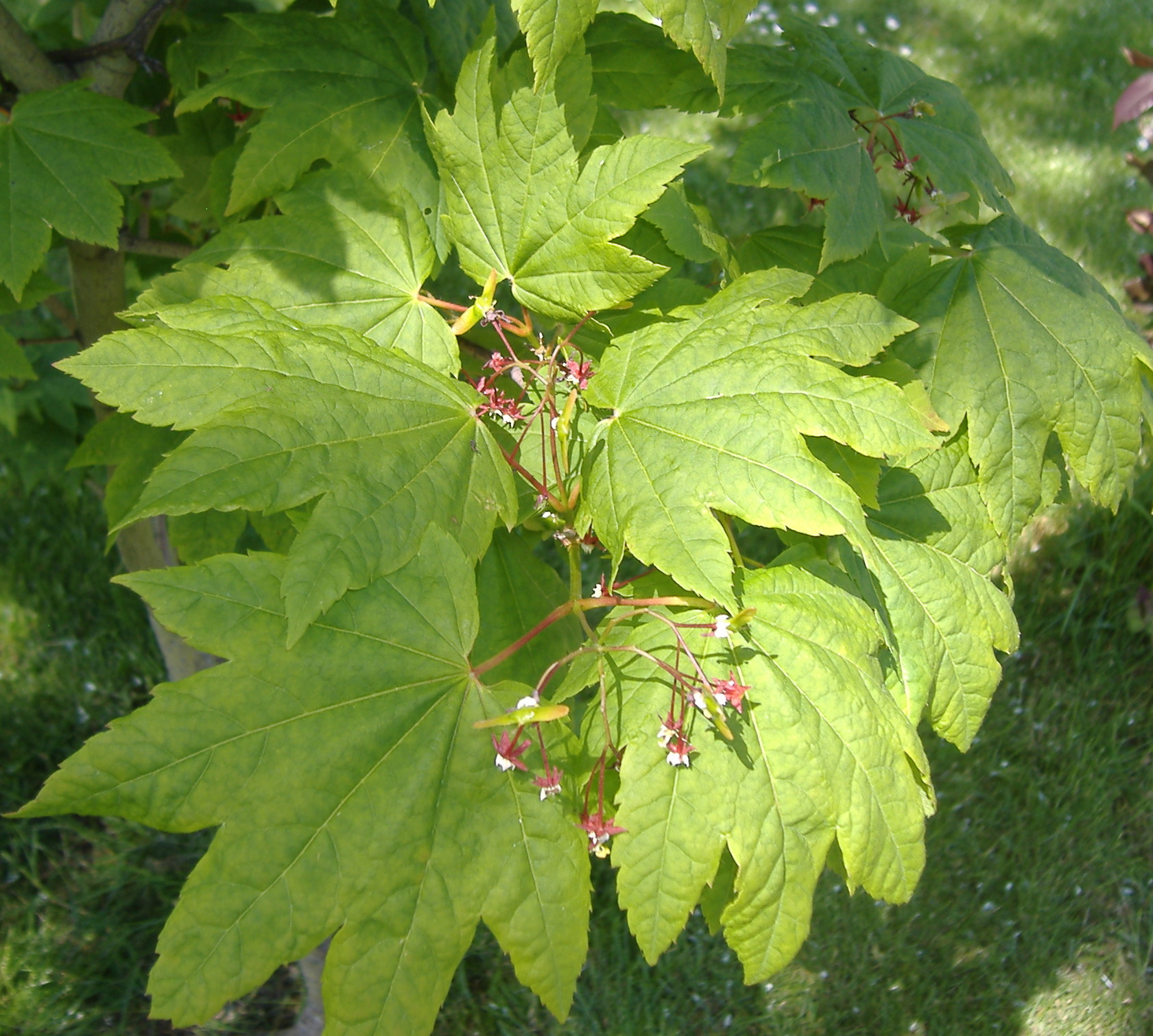
افرای تاکی (Acer circinatum)

گل‌ها منظم و دارای چهار یا پنج کاسبرگ، چهار یا پنج گلبرگ حدود ۱ تا ۶ میلی‌متری (در برخی گونه‌ها وجود ندارد)، ۴ تا ۱۰ پرچم حدود ۶–۱۰ میلی‌متری و ۲ یا ۱ مادگی هستند. تخمدان دارای دو برچه است که بال‌های آن‌ها گل‌ها را برافراشته می‌کند و تشخیص این‌که کدام گل ماده است را آسان می‌کند. افراها در اواخر زمستان یا اوایل بهار، در بیشتر گونه‌ها با ظاهر شدن برگ‌ها یا درست پس از آن، گل می‌دهند. گل‌ها در برخی از گونه‌ها، پیش از رشد برگ‌ها، ظاهر می‌شوند. گل‌های افرا سبز، زرد، نارنجی یا قرمز هستند. برخی از افراها منبع گرده و شهد برای زنبورها هستند.
میوه‌های متمایز فندقه بالدار افراها به‌گونه‌ای شکل می‌گیرند که در هنگام سقوط، بچرخند و دانه‌ها را تا فاصلهٔ قابل‌توجهی توسط باد، حمل کنند. مردم اغلب آن‌ها را «هلیکوپتر» می‌نامند، زیرا آن‌ها در هنگام سقوط، چرخش دارند. در طول جنگ جهانی دوم، ارتش ایالات متحده یک وسیلهٔ مخصوص حمل و نقل هوایی ساخت که می‌توانست تا ۶۵ پوند (۲۹ کیلوگرم) را حمل کند که شکل آن، از میوهٔ افرا الهام گرفته شده بود. بلوغ بذرها معمولاً از چند هفته تا شش ماه پس از گلدهی است و بذرها کمی پس از بلوغ، پراکنده می‌شوند. با این حال، یک درخت می‌تواند صدها هزار دانه را در یک زمان آزاد کند. بسته به گونه، دانه‌ها می‌توانند کوچک و سبز تا نارنجی و بزرگ با غلافی ضخیم باشند. برخی از دانه‌ها می‌توانند تا چندین سال پیش از جوانه زدن در خاک بمانند.

## آفات و بیماری‌ها

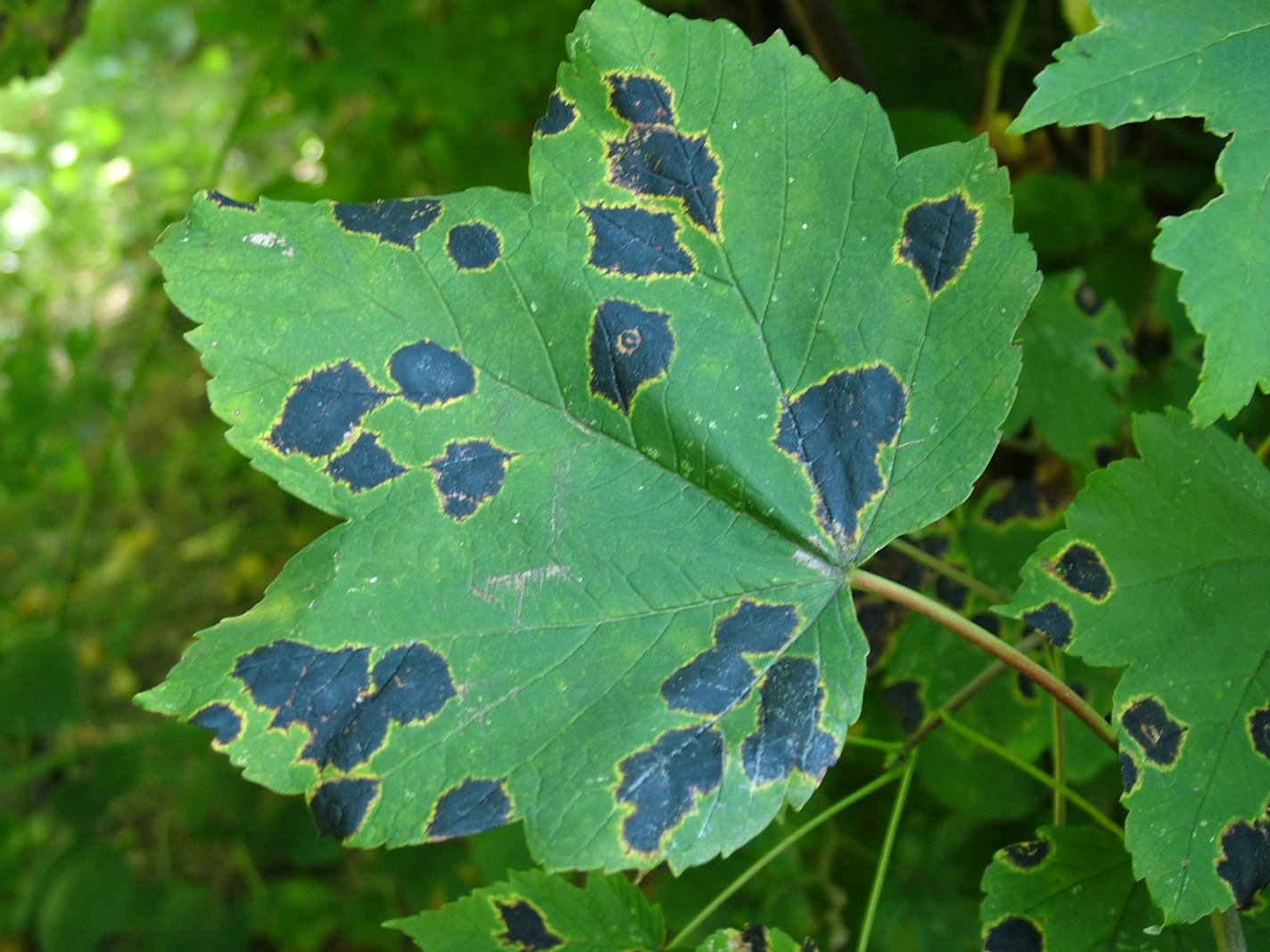
بیماری قارچی در برگ افرای شبه‌چناری

برگ‌های افرا، توسط لاروهای تعدادی از گونه‌های راستهٔ پروانه‌سانان استفاده می‌شود. شته‌ها همچنین از شیره‌خواران بسیار رایج افرا هستند. در کاربردهای باغبانی، سم دایمتوات این مشکل را حل می‌کند. هجوم سوسک شاخ بلند آسیایی (Anoplophora glabripennis) منجر به نابودی هزاران درخت افرا و سایر گونه‌های درختی در ایلینوی، ماساچوست، نیوجرسی، نیویورک و اوهایو در ایالات متحده و انتاریو، کانادا شده‌است.
افرا همچنین تحت تأثیر تعدادی از بیماری‌های قارچی قرار دارد. تعدادی از آن‌ها می‌تواند باعث پژمردگی و خشک‌شدگی قابل‌توجهی شود. کریپتوستروما کورتیکاله که توسط گونه‌های کریپتوستروما ایجاد می‌شود، می‌تواند درختانی را که به‌دلیل خشکسالی تحت تنش هستند از بین ببرد. مرگ افرا به ندرت می‌تواند ناشی از پوسیدگی ریشه گیاه‌کش و پوسیدگی ریشهٔ گانودرما باشد. برگ‌های افرا در اواخر تابستان و پاییز معمولاً به‌دلیل «لکهٔ تار» ناشی از گونه Rhytisma و سفیدک ناشی از گونهٔ آنسینولا تغییر شکل می‌دهند، اما این بیماری‌ها معمولاً تأثیر نامطلوبی بر سلامت طولانی‌مدت درختان ندارند.

## اهمیت فرهنگی

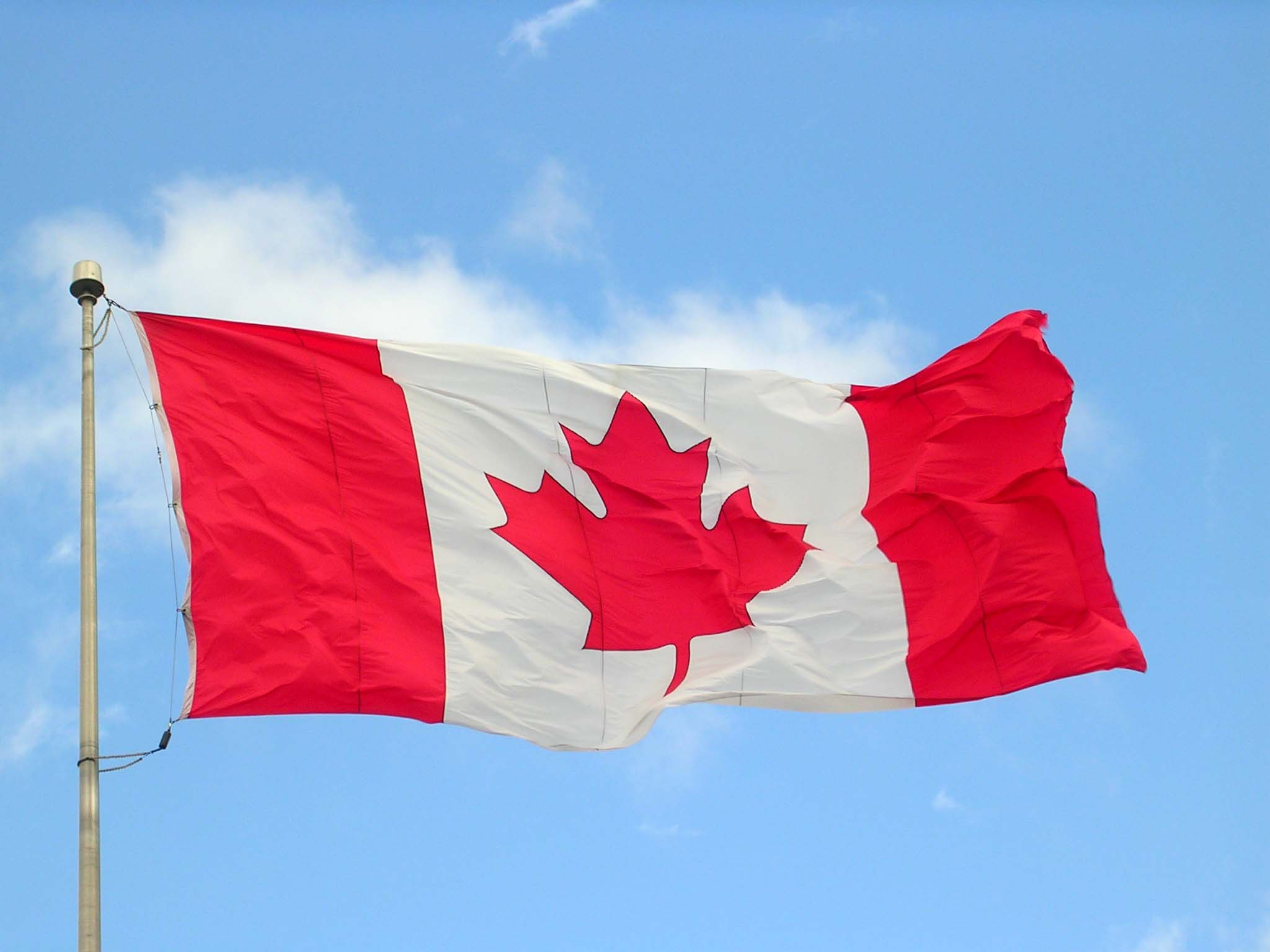
طرح برگ افرا بر روی پرچم کانادا

یک برگ افرا بر روی نشان ملی کانادا و بر روی پرچم کانادا قرار دارد. افرا نماد رایج قدرت و استقامت است و به‌عنوان درخت ملی کانادا انتخاب شده‌است. برگ‌های افرا به‌طور سنتی بخش مهمی از رگال‌های نظامی نیروهای مسلح کانادا هستند، به‌عنوان مثال، در نشان درجهٔ نظامی ژنرال‌ها از نمادهای برگ افرا استفاده می‌شود. ۱۰ گونه افرا به‌طور طبیعی در این کشور رشد می‌کنند و حداقل یک گونه در هر ایالت، وجود دارد. ایدهٔ قرار دادن درخت به‌عنوان یک نماد ملی، در ابتدا از استان استان کبک که در آن افرای قندی مورد توجه است، الهام گرفته شده‌است. افرا همچنین نماد هیروشیما است.

## کاربردها

### به‌عنوان گیاه زینتی

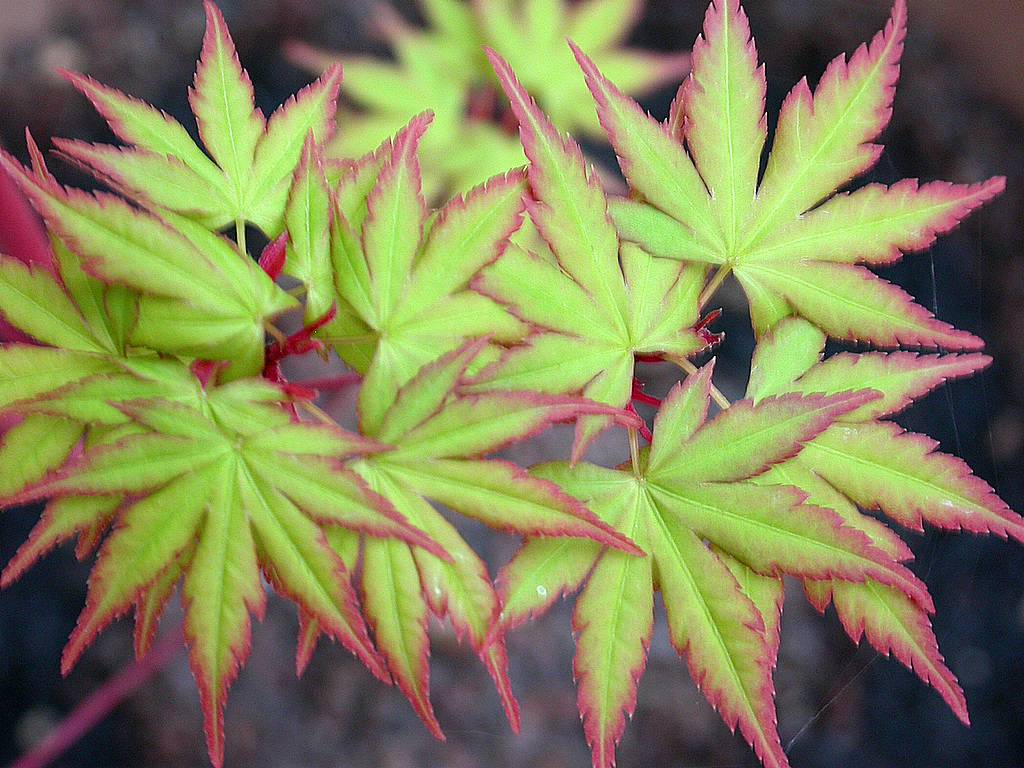
یکی از ارقام افرای ژاپنی

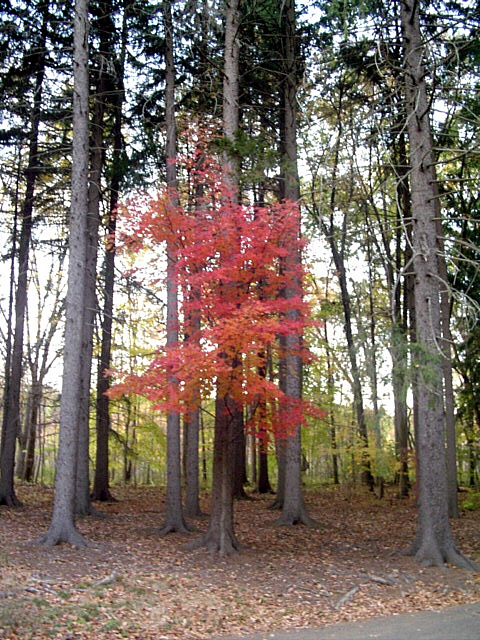
یک افرای قرمز در میان درختان کاج نوئل

برخی از نمونه‌های افرا به‌دلیل رنگ برگ پاییزی جذاب، رشد نسبتاً سریع و سهولت پیوند، به‌طور گسترده توسط صاحبان خانه، مشاغل و شهرداری‌ها به‌عنوان درختان زینتی کاشته می‌شوند. افرای نروژی (اگرچه در آمریکای شمالی، گونه‌ای مهاجم در نظر گرفته می‌شود)، افرای سفید، ژاپنی و افرای قرمز از محبوبیت خاصی برخوردار هستند. افراهای دیگر، به‌ویژه گونه‌های کوچک‌تر یا غیرمعمول‌تر نیز محبوبیت بالایی دارند.
ارقام متعدد افرا که برای ویژگی‌های خاص انتخاب شده‌اند را می‌توان تنها از طریق تکثیر غیرجنسی مانند قلمه زدن، کشت بافت، جوانه زدن یا پیوند زدن تکثیر کرد. افرای ژاپنی به‌تنهایی بیش از ۱۰۰۰ رقم دارد که بیشتر آن‌ها در ژاپن تولید و تکثیر شده‌اند و بسیاری از آن‌ها دیگر در دنیای غرب تکثیر نمی‌شوند یا در حال کشت نیستند. برخی از ارقام ظریف افرا معمولاً در گلدان نیز رشد می‌کنند و به‌ندرت به ارتفاع بیش از ۵۰ تا ۱۰۰ سانتی‌متر می‌رسند.

### بونسای

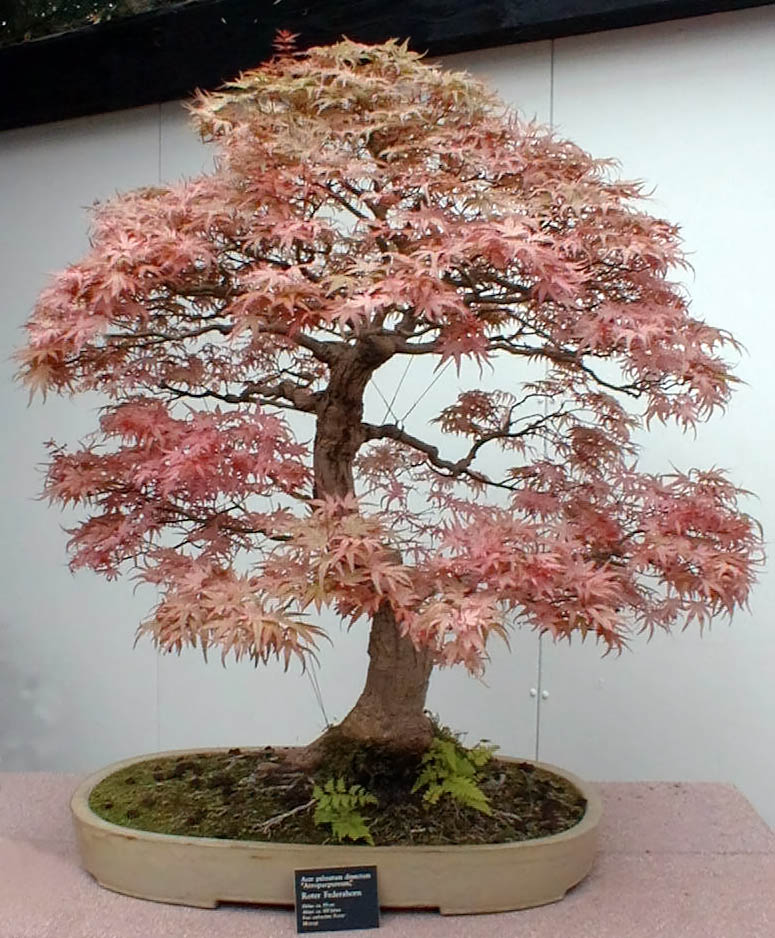
بونسای گونه‌ای از افرا

افراها یک انتخاب محبوب برای هنر بونسای هستند. افرای ژاپنی (Acer palmatum)، افرای سه‌سره (A. buergerianum)، افرای آمور (A. ginnala)، افرای مزرعه (A. campestre) و افرای مونپلیه (A. monspessulanum) انتخاب‌های محبوبی در این زمینه هستند و به تکنیک‌های بونسای، به‌خوبی پاسخ می‌دهند.

### چوب و شیره

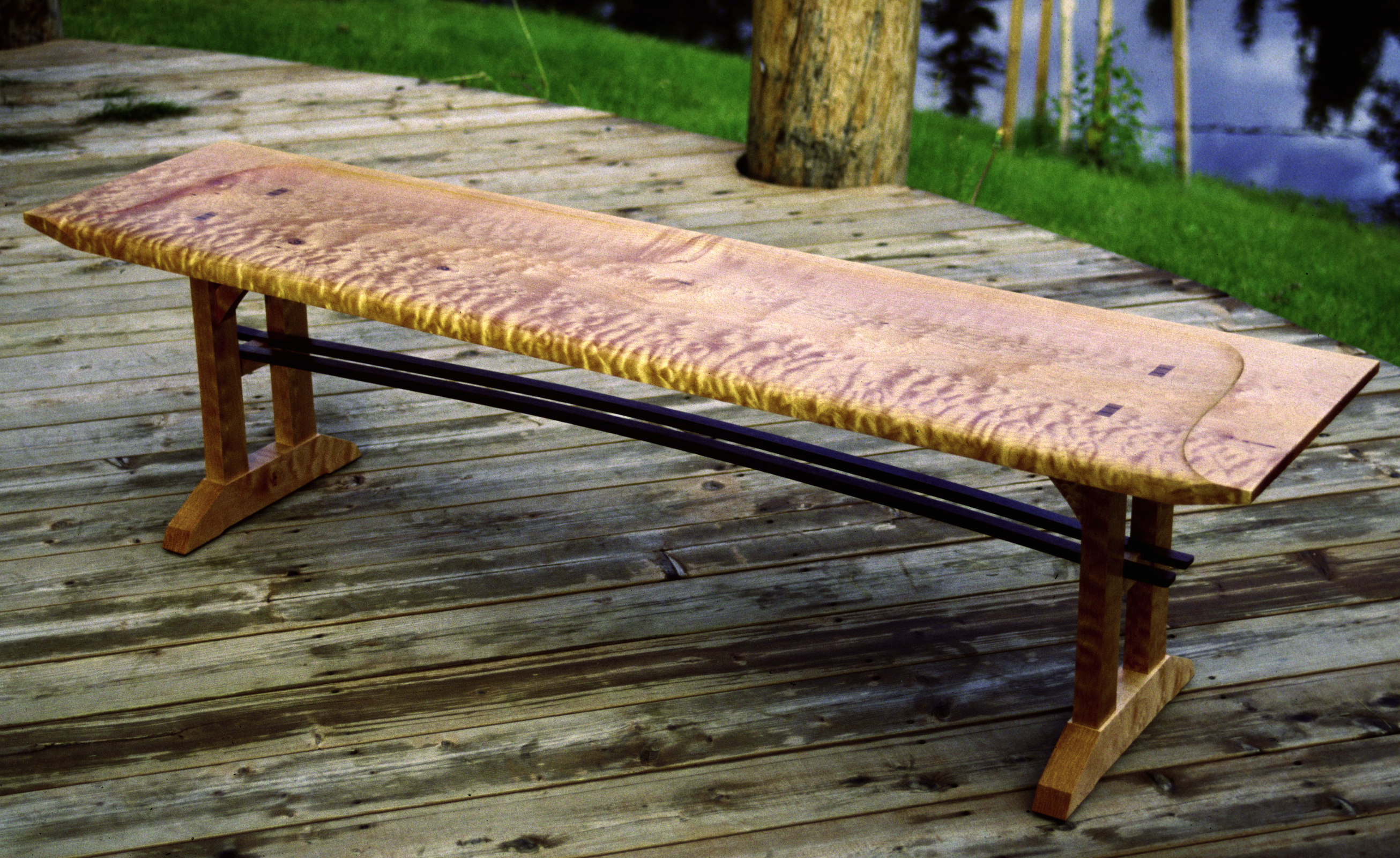
نیمکت ساخته‌شده با چوب افرا

برخی گونه‌های افرا به‌عنوان منبع شیره و چوب، دارای اهمیت اقتصادی هستند. چوب خشک‌شدهٔ افراها اغلب برای دودی کردن غذا استفاده می‌شود. از زغال چوب افرا ݐ تهیهٔ ویسکی تنسی استفاده می‌شود. الوار برخی از افراها ارزش بالایی دارد. چوب افرا، پیشینه‌ای طولانی در استفاده برای تولید مبلمان در ایالات متحده دارد. سرخپوستان چروکی از پوست درخت افرا، رنگ ارغوانی تولید می‌کردند که از آن برای رنگ کردن پارچه استفاده می‌کردند.
در اواخر زمستان تا اوایل بهار در شمال شرقی آمریکای شمالی زمانی که دمای هوا در حال گرم شدن است، از درختان افرا برای تهیهٔ شیره استفاده می‌شود تا شیره درخت افرا تولید شود. این شیره پس از فرآوری، می‌تواند به شکر افرا یا آب‌نبات تافی افرا تبدیل شود. تمامی گونه‌های افرا ممکن است برای تهیهٔ شربت استفاده شوند، اما بسیاری از آن‌ها مقادیر کافی شکر برای مقرون‌به‌صرفه بودن تجاری ندارند. برای تولید شربت از گونهٔ افرای قندی (A. saccharum) استفاده می‌شود. کبک، کانادا تولیدکنندهٔ عمده شربت افرا است و این صنعت، سالانه حدود ۵۰۰ میلیون دلار کانادا ارزش دارد. گل‌های افرا منبعی برای گرده مورد نیاز زنبورهای عسل هستند که نقش تجاری مهمی در زنبورداری دارند. افراها همچنین در صنعت تولید کاغذ، مورد استفاده هستند.

## گونه‌ها

### افرای سیاه (افرای سه برگی)
این درخت به ارتفاع ۱۰ تا۲۰ متر بوده و یک درخت با سرعت رشد بالا و مردم‌پسند است. برگ‌ها شانه‌ای، گل‌ها کوچک و به‌شکل خوشه‌هایی از شاخه‌ها آویخته می‌گردد. رویشگاه اصلی آن آمریکای شمالی است. شاخه‌ها باریک بوده و در مقابل بادهای شدید مقاومت چندانی ندارد. گل‌های نر و ماده روی پایه‌های جداگانه قرار دارند و تنها پایه‌های نر جنبه تزئینی دارند گونه دیگر افرای سیاه به شکل پایه ماده دیده می‌شود که برگ‌های آن حالت ابلق دارند.

### افرای پر چینی یا افرای دشتی
یک درخت مرتعی به ارتفاع ۸–۶ متر است برگ‌هایش دارای ۵–۳ لوب و پهنای آن بین ۱۰–۵ سانتی‌متر بوده که لوب میانی، خود به ۳ لوب کوچک‌تر تقسیم می‌گردد.

### افرای کوهستانی یا افرای نروژی

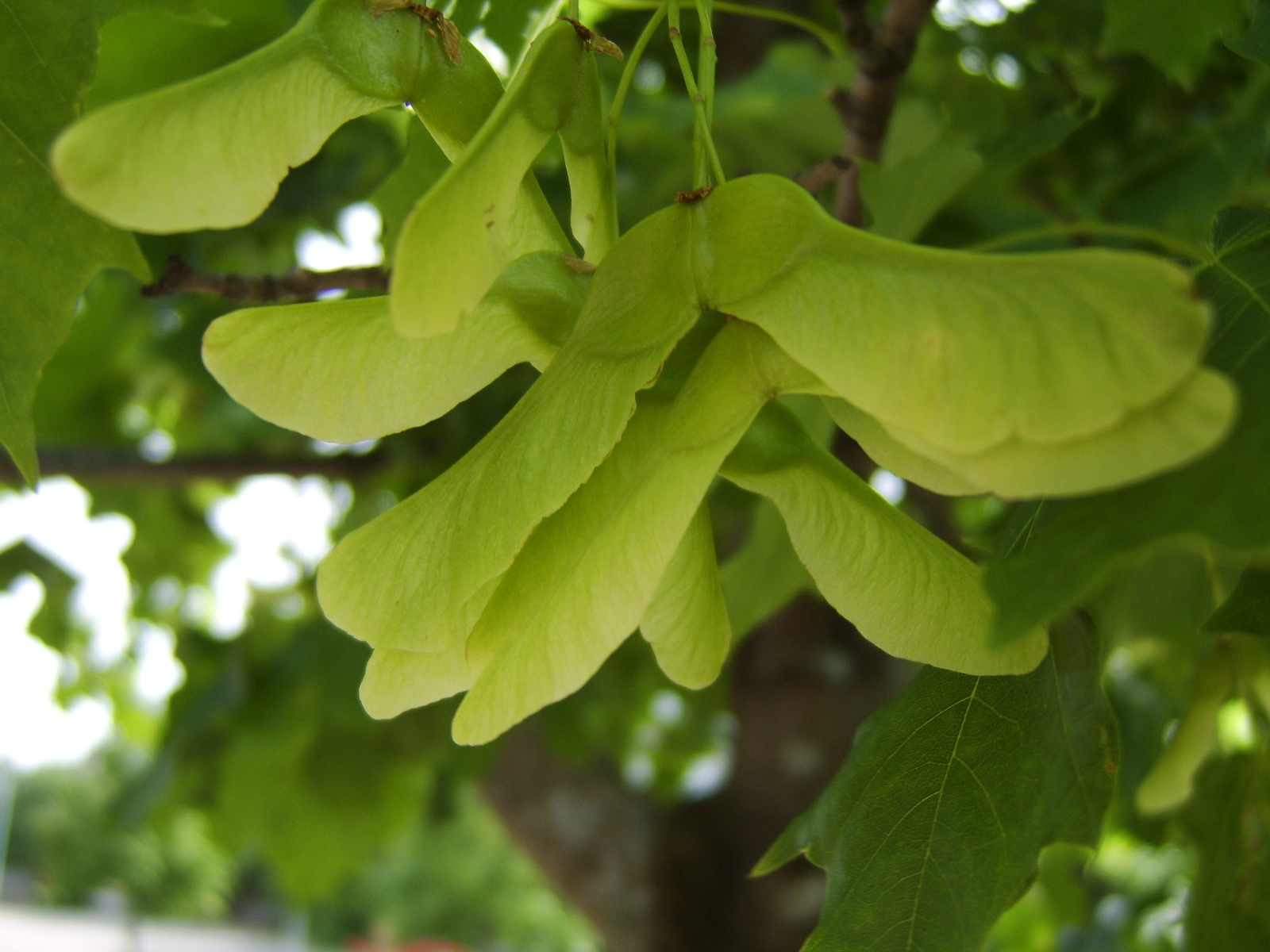
افرای نروژی

برگ‌ها پنجه‌ای بزرگ و چاک‌دار با تقسیمات دندانه‌دار نوک‌تیز و رنگ آن‌ها سبز مایل به زرد است که در پائیز به زرد تیره تبدیل می‌شود. گل‌آذین آن رو به بالا قرار دارد. برگ‌ها دارای ۷–۵ لوب و دمبرگ‌ها بلند و حاوی شیرآبهٔ سفیدرنگی هستند. ساقهٔ نهال جوان و کبودرنگ و کرک‌دار و سپس قهوه‌ای مایل به سبز می‌شود.

### افرای برگ چناری
این نوع افرا به ارتفاع ۶ متر و دارای برگ‌هایی چنارمانند با لبه‌های کرمی‌رنگ است.

### افرای سرخ

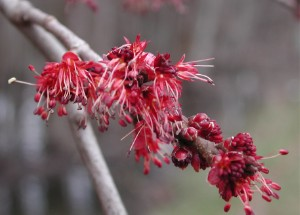
گل‌های افرای قرمز

این نوع افرا دارای برگ‌های قرمز ارغوانی به ارتفاع حداکثر ۵ متر می‌باشد و در شرایط آب و هوایی مرطوب رشد می‌کند. افرای سرخ سایه پسند بوده و در پارکها جهت پر کردن فضای خالی درختان بلند مناسب است. ڽ

### افرای شبه‌چناری
این نوع افرا، رشد سریعی دارد و به‌سرعت به ارتفاع حدود ۹ متر و بیشتر می‌رسد. این درخت مخصوص مناطقی است که نیاز به پر کردن فضاهای خالی با درختان زود رشد است. برگ‌ها پنجه‌ای‌شکل، روی برگ‌ها سبزرنگ و پشت آن سفیدرنگ است. گل‌ها آویخته هستند.

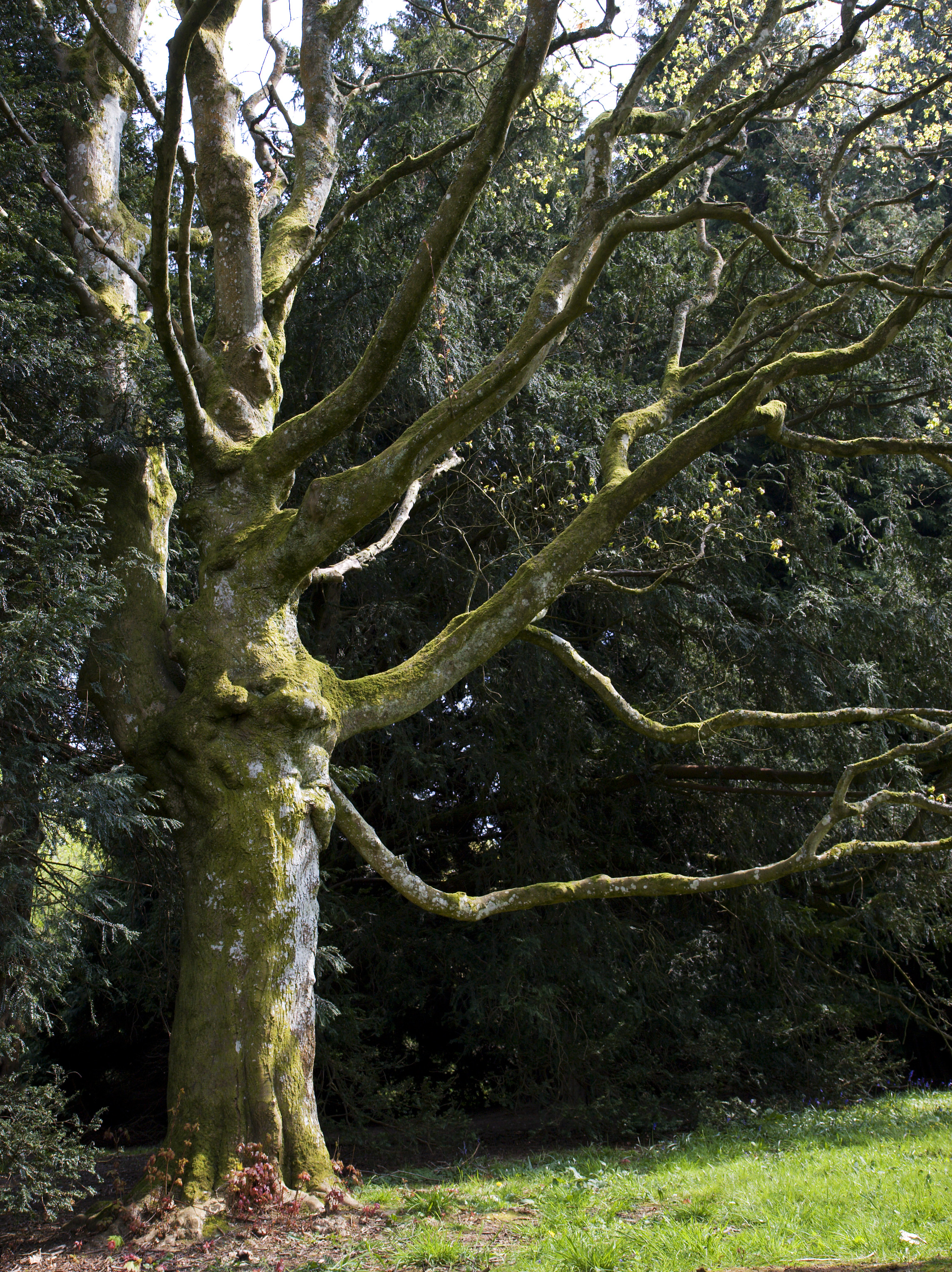
شیردار
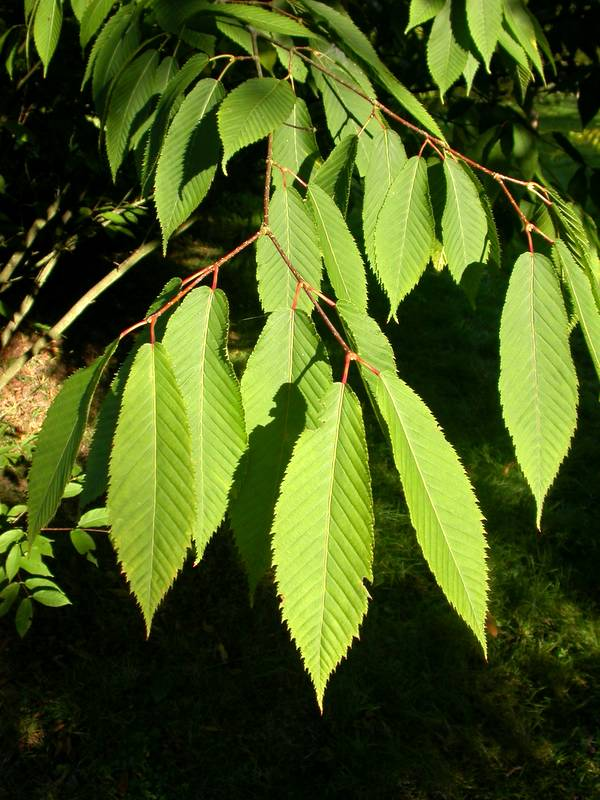
برگ‌های افرای ممرز
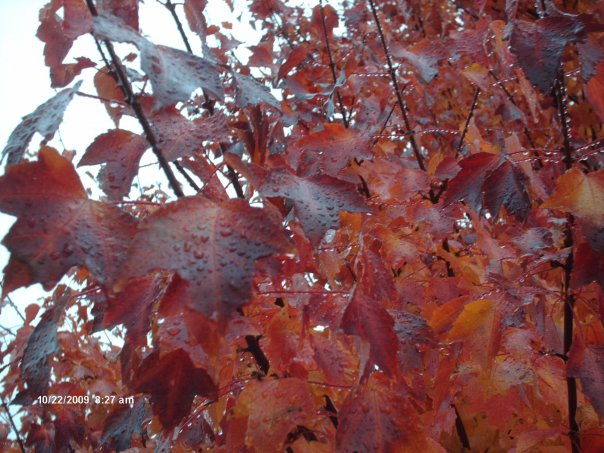
گیاه دورگه حاصل از لقاح افرای قرمز و سفید
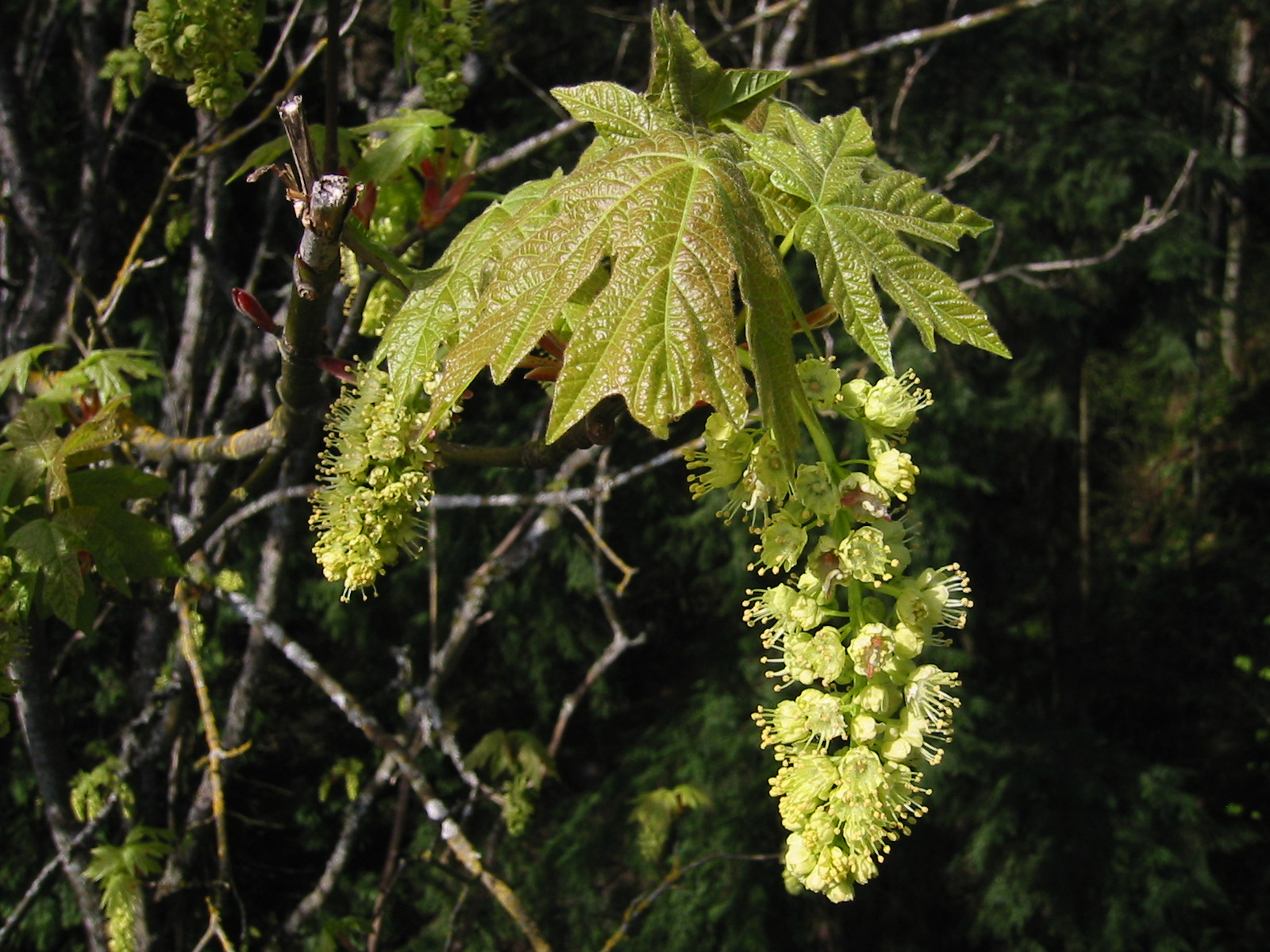
گل‌ها و برگ‌های جوان افرای درشت‌برگ
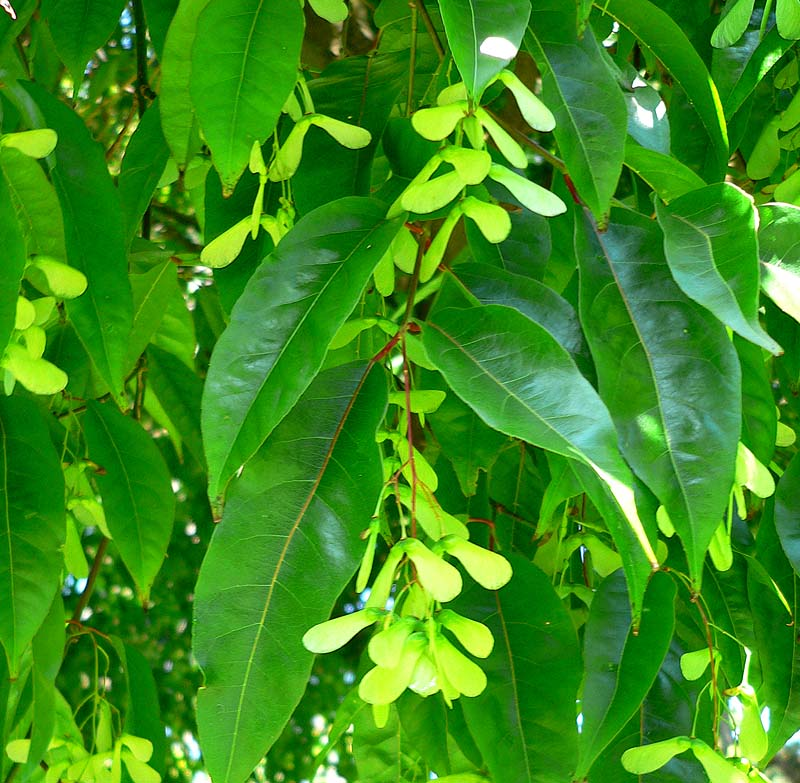
افرای نرم
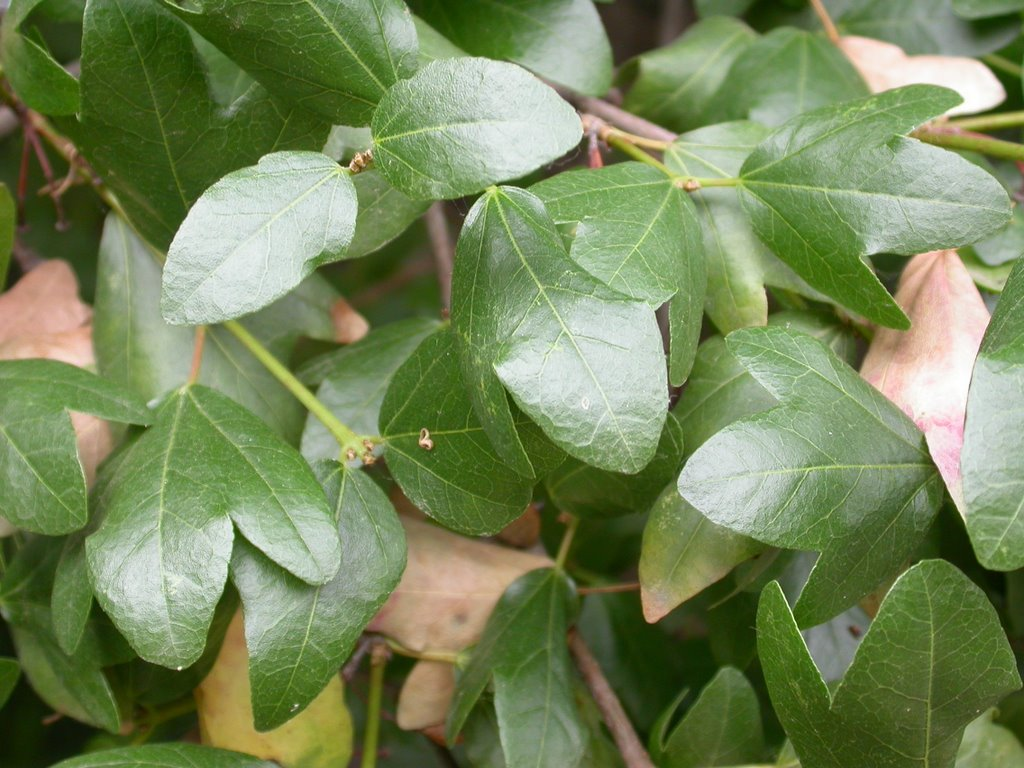
افرای همیشه‌بهار
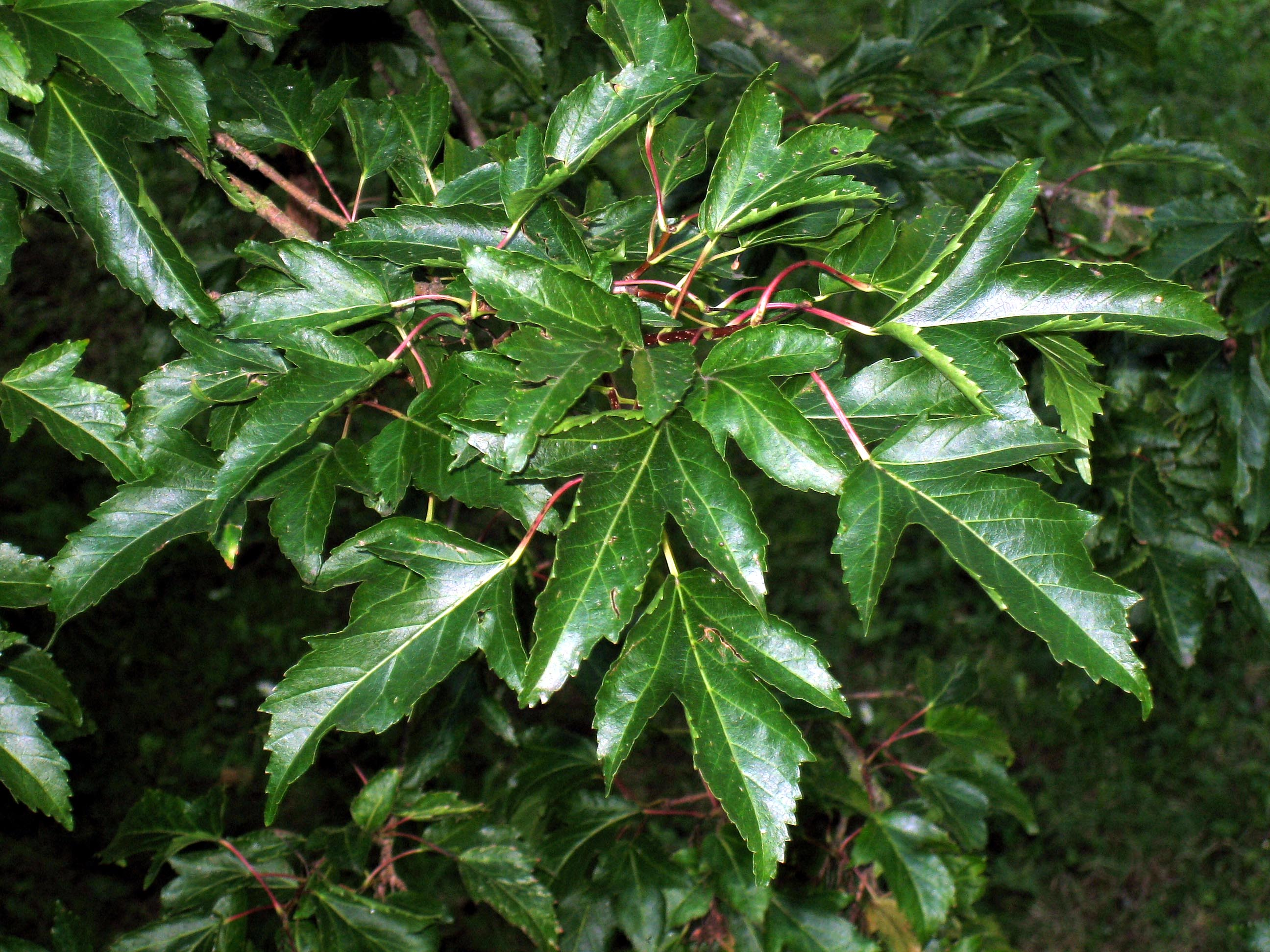
افرای آمور
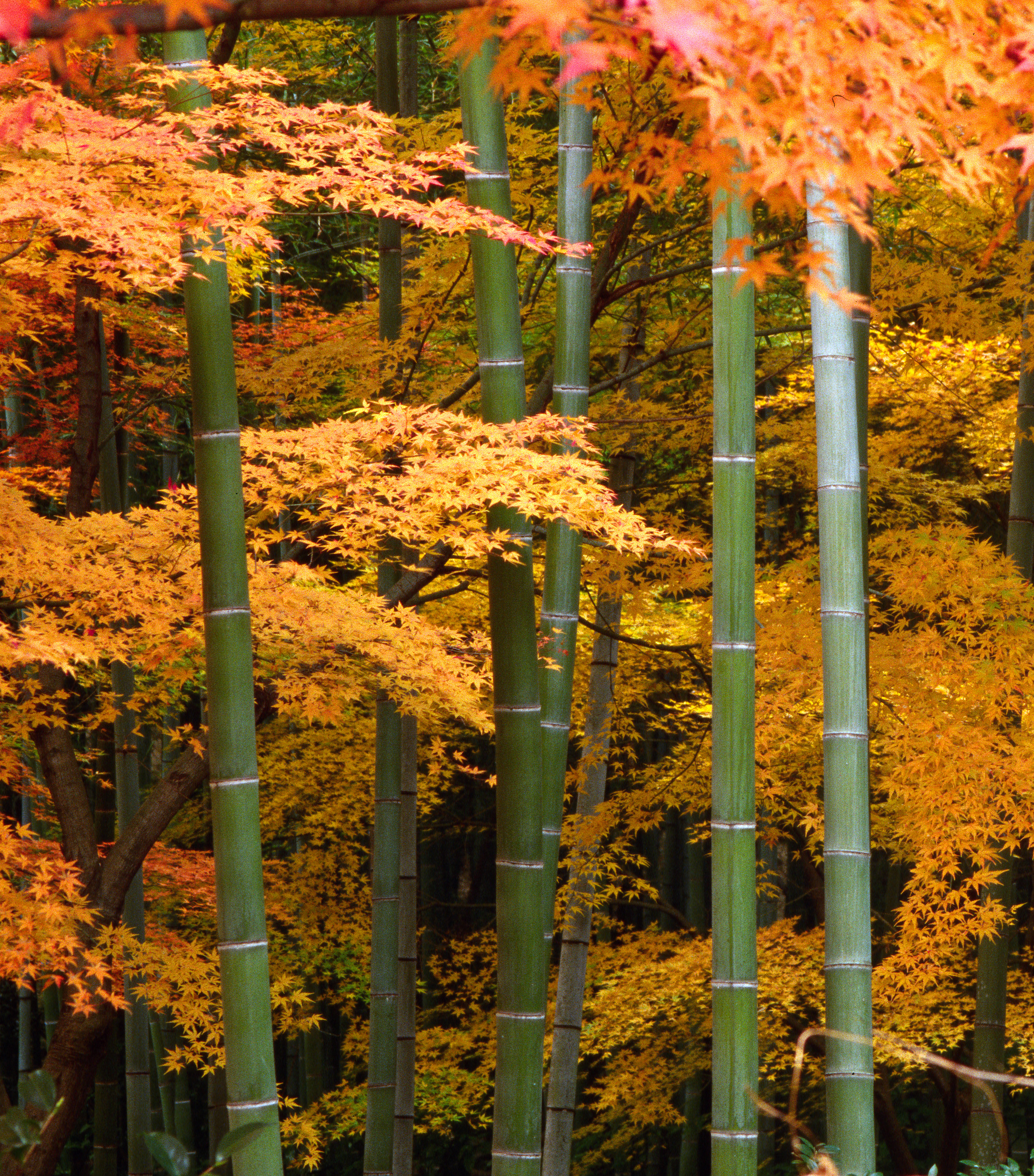
افرای ژاپنی
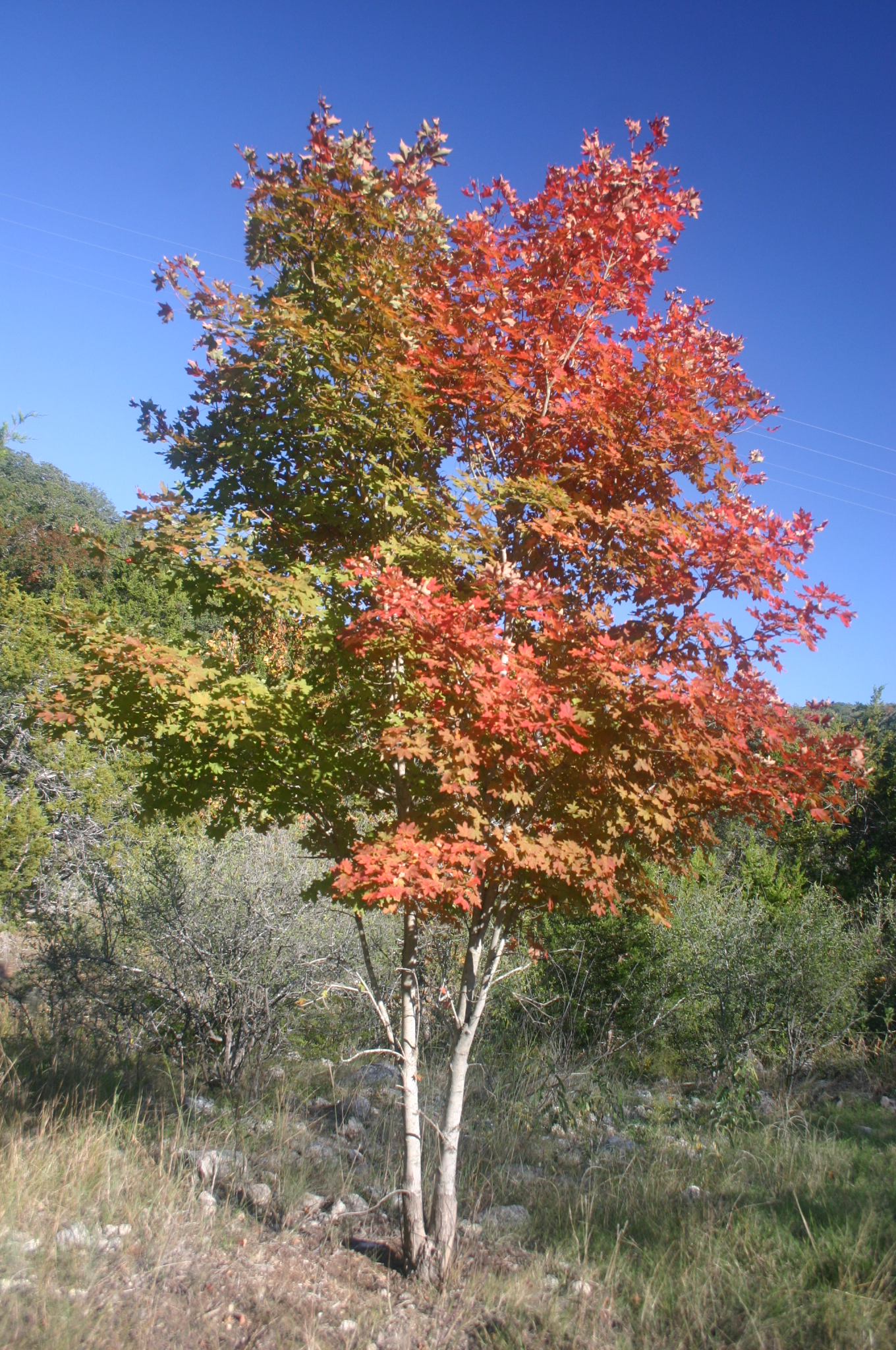
افرای دندان‌بزرگ
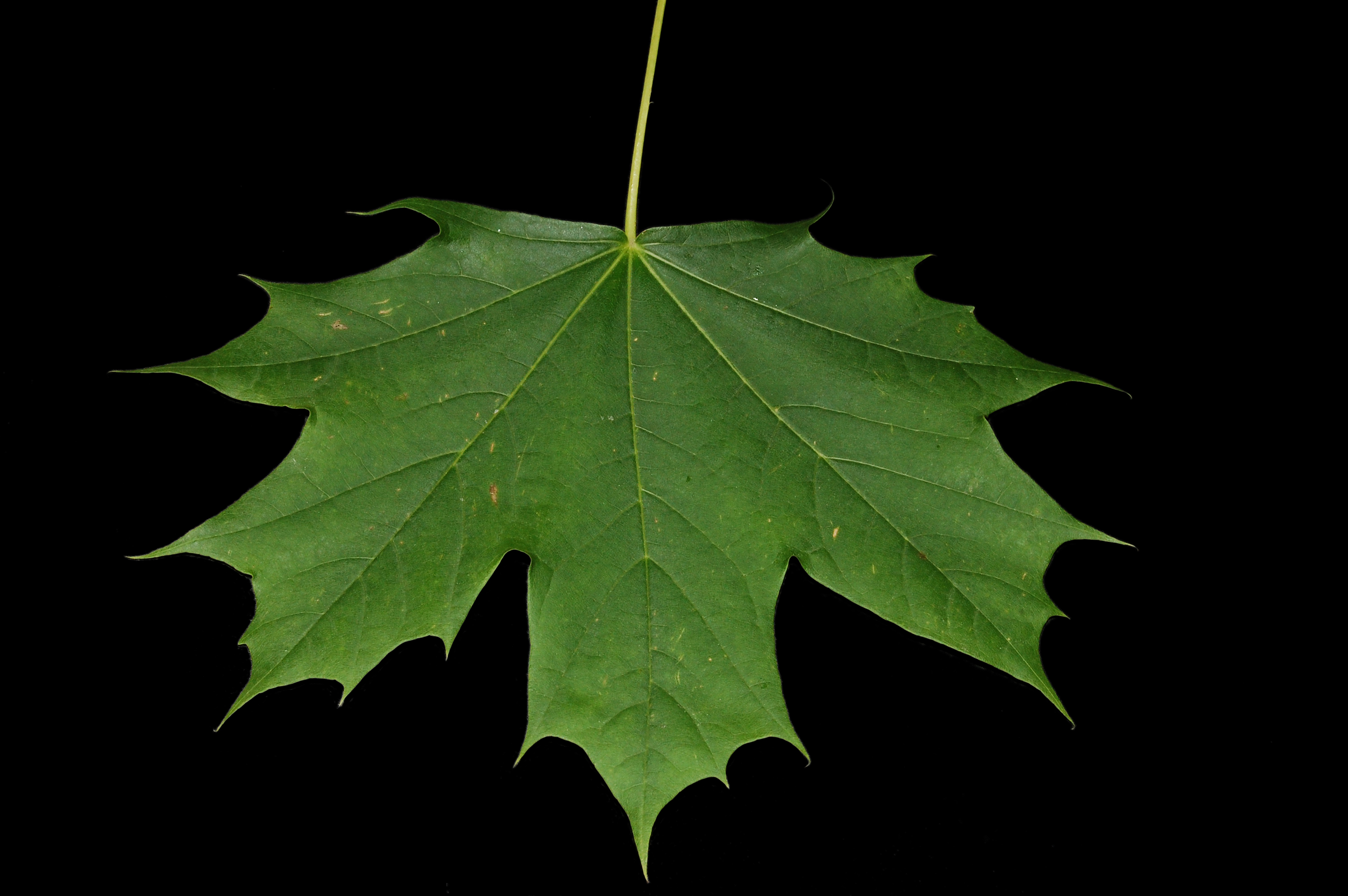
برگ افرای کرکف
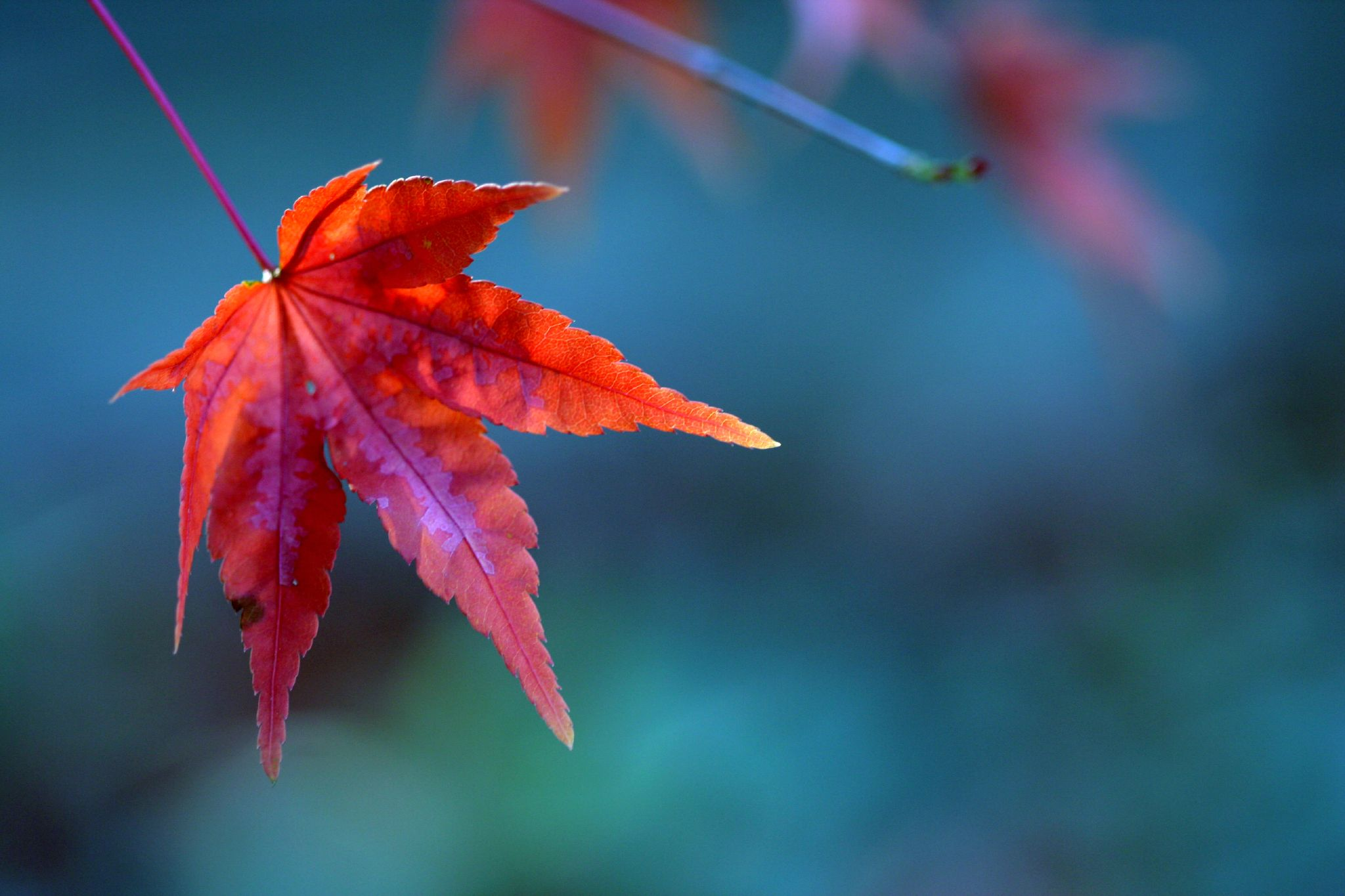
برگ افرای ژاپنی در پاییز
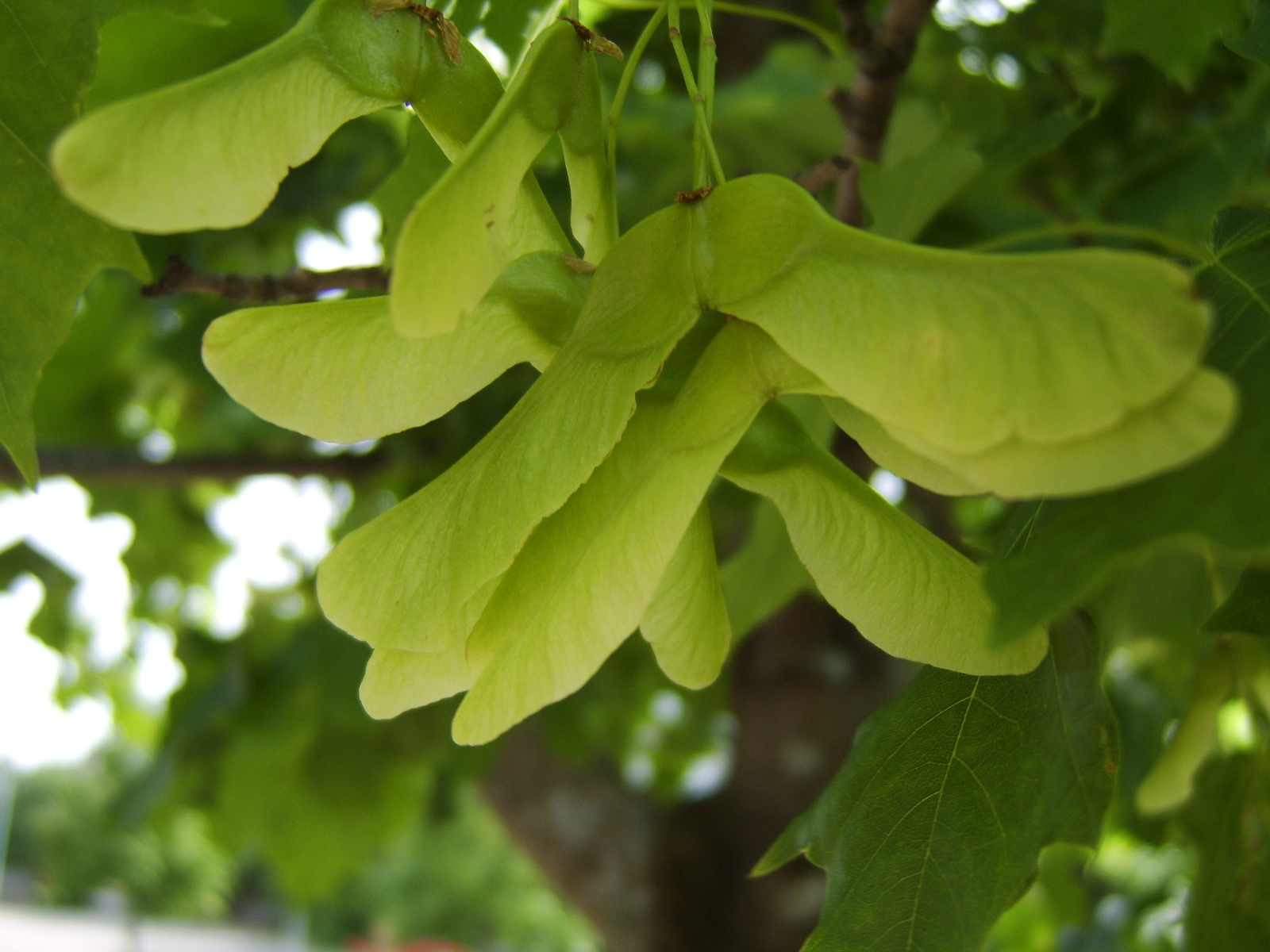
میوه‌های سامارا در افرای نروژی
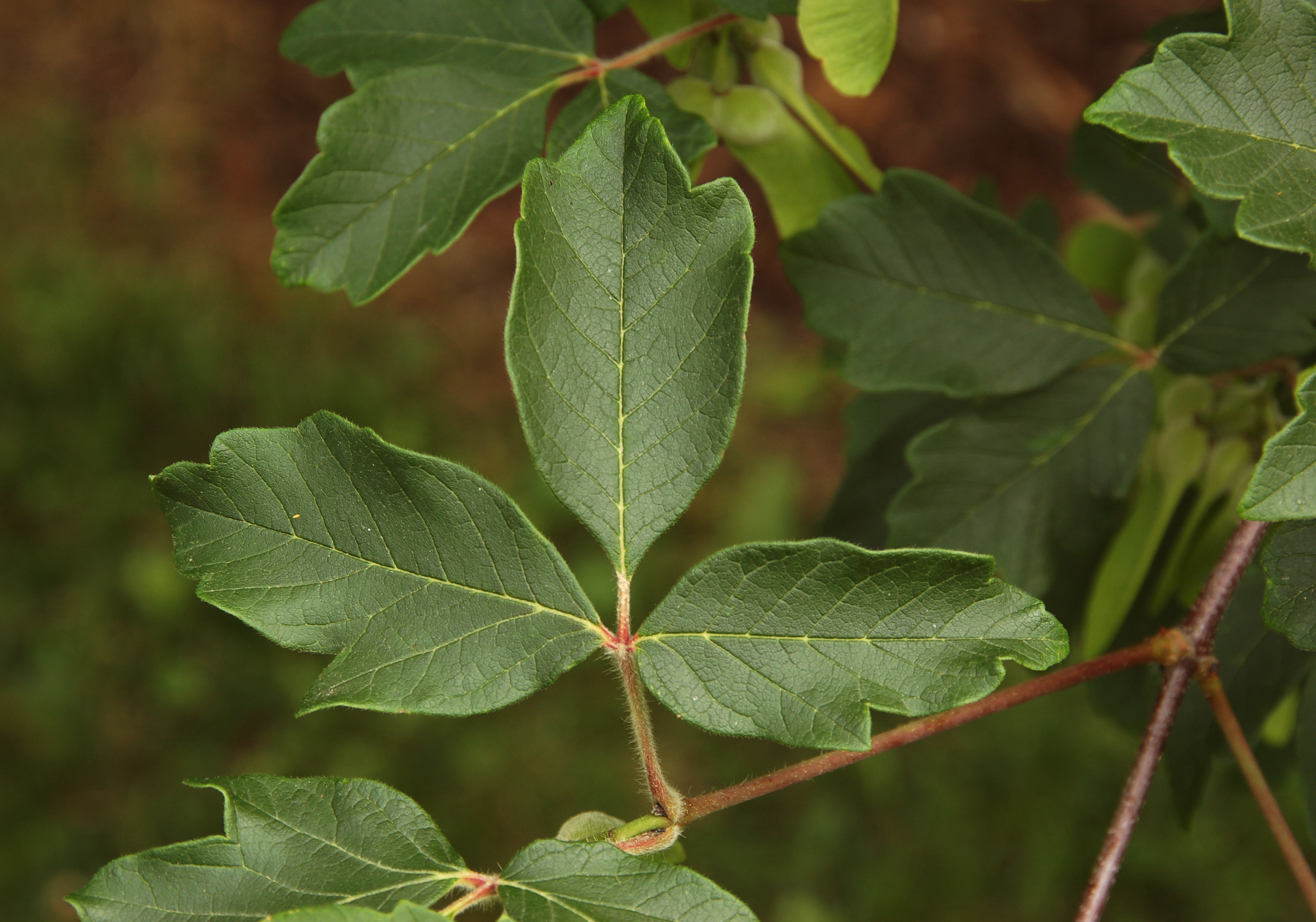
افرای پوست‌کاغذی
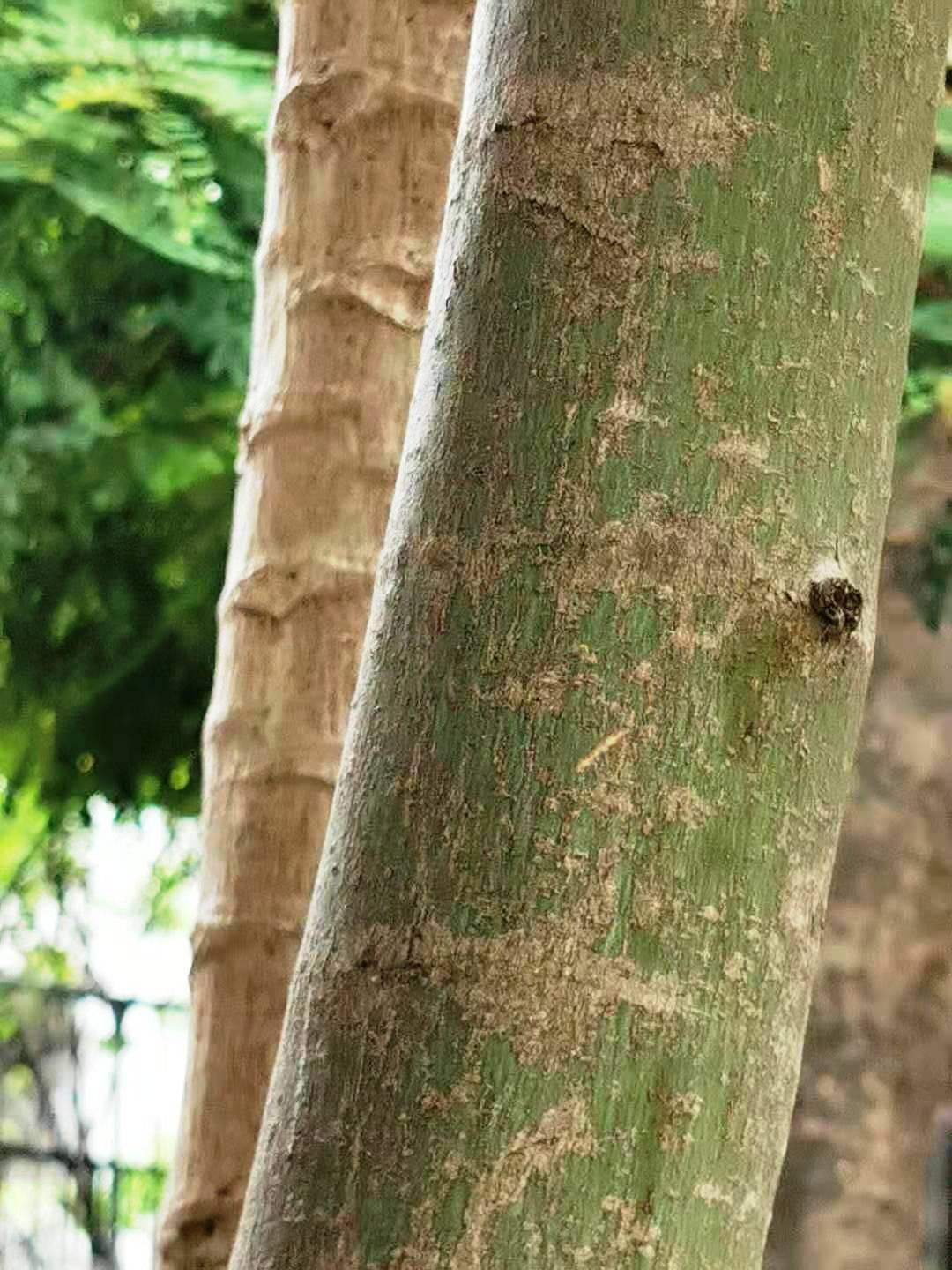
افرای الیور
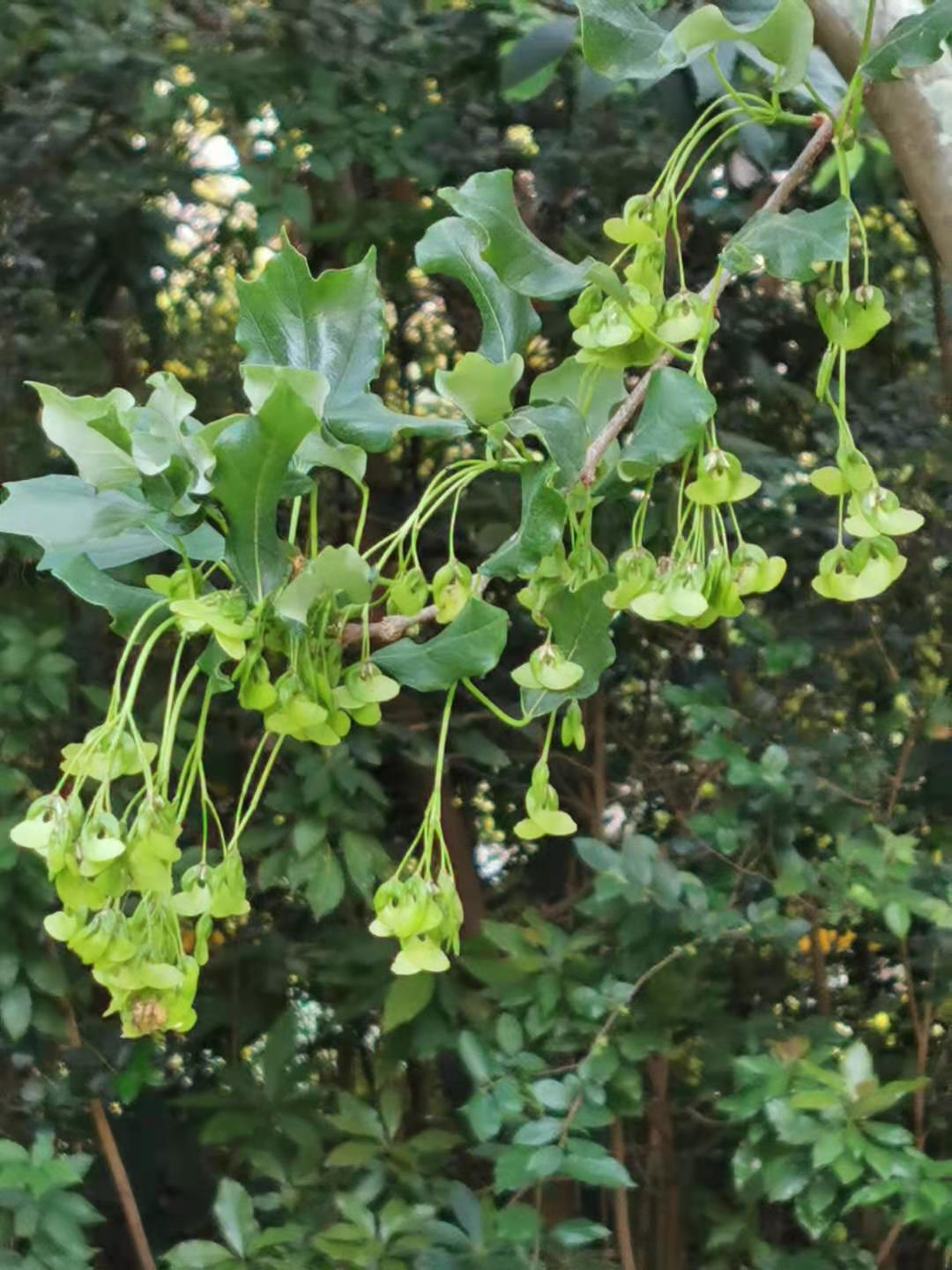
Acer buergerianum var. formosanum